# Jesús María de Leizaola
Jesús María de Leizaola Sánchez (San Sebastián, 7 settembre 1896 – San Sebastián, 16 marzo 1989) è stato un politico spagnolo di origini basche.
Nazionalista basco ed appartenente Partido Nacionalista Vasco (PNV), fu il secondo lehendakari del Governo basco, mansione svolta in esilio tra il 1960 ed il 1979.
Si laureò in diritto l'Università di Valladolid e nel 1915 cominciò a lavorare per il governo di Gipuzkoa, imponendosi sulla scena della politica nazionalista basca. Esponente del PNV, nel 1919 divenne responsabile della sezione di programmazione per il Comune di Bilbao.
Nel 1922 guidò una marcia volta a chiedere la creazione di un'università basca a Guernica.
Nel 1925 si dimise dall'incarico presso il comune di Bilbao, al fine di assumere la carica di amministratore del Crédito de la Unión Minera, dopo la bancarotta dello stesso.
Nel luglio 1931 venne eletto nel Parlamento della seconda repubblica spagnola.
Due anni più tardi ritornò a San Sebastian per riprendere la sua carriera nell'amministrazione cittadina: diventò uno dei principali funzionari e riuscì a far mantenere l'ordine nell'evacuazione della città durante la guerra civile.
Dopo la caduta di San Sebastián, avvenuta il 13 settembre 1936, dovette abbandonare la propria terra ed esiliarsi per 40 anni.
Fu uno dei principali artefici della creazione del governo basco nel mese di ottobre del 1936: nel primo mandato, presieduto da José Antonio Aguirre, fu nominato ministro regionale della Giustizia e della Cultura, dove agì anche come portavoce del governo.
Fondò l'università basca a Bilbao, la quale durò pochi mesi, a causa della presa della città da parte di Francisco Franco: in tale occasione organizzò prima la difesa, e poi l'evacuazione della città.
Nel 1937 cominciò il suo esilio, prima a Santander e poi a Barcellona. Quando tutta la Spagna cadde nelle mani di Franco, riparò a Parigi dove si adoperò a lungo per denunciare le nefandezze del neonato regime e per mantenere vivo il governo basco.
Nel 1960, in seguito alla morte di José Antonio Aguirre, ricevette l'incarico di lehendakari a Saint-Jean-de-Luz, proprio durante i funerali del predecessore.
Svolse il suo compito in modo molto attivo, chiedendo presso il Vaticano il ripristino della democrazia e dell'autonomia nel suo paese. Nonostante l'esilio, riuscì a rientrare segretamente nei Paesi Baschi nel 1974, visitando Guernica e Bilbao.
Nel 1979 rientrò in patria dopo 43 anni di esilio, venendo accolto allo Stadio San Mamés da migliaia di persone. Il giorno dopo, in una cerimonia formale, trasferì simbolicamente il ruolo di Lehendakari a Carlos Garaikoetxea, precedentemente eletto presidente del Consiglio basco. Nel 1980 fu eletto al parlamento basco per il PNV, ma poco tempo dopo si ritirò dalla politica.
Al suo ruolo politico abbinò saggi letterari e intellettuali: fu autore di studi di letteratura e poesia euskera.